# Wiesław Stępniewski
Wiesław Zenon Stępniewski (ur. 22 grudnia 1908?/4 stycznia 1909 w Kamieńcu Podolskim, zm. 9 grudnia 1998 w Springfield (USA)) – polski konstruktor lotniczy.
Urodził się w rodzinie starej szlachty wołyńskiej herbu Szreniawa. W 1927 ukończył Korpus Kadetów nr 2 w Chełmnie po czym wstąpił na Wydział Mechaniczny Politechniki Warszawskiej, gdzie studiował na Oddziale Lotniczym. W marcu 1934 roku otrzymał dyplom inżyniera. Był współkonstruktorem między innymi samolotu PZL.37 Łoś. Od 1935 roku kierownik techniczny Instytutu Techniki Szybownictwa i Motoszybownictwa we Lwowie i wykładowca tamtejszej politechniki. Był konstruktorem motoszybowca ITS-8 i współkonstruktorem szybowca wyczynowego TS-1/34 Promyk. Od 1935 roku brał udział w kongresach ISTUS, a w 1939 r. był członkiem międzynarodowego jury w konkursie na Szybowiec Olimpijski.
Po wybuchu II wojny światowej pracownik przemysłu lotniczego we Francji, gdzie w firmie Bronzavia w Paryżu pracował nad modernizacją francuskich samolotów myśliwskich. Po upadku Francji przedostał się do Anglii, gdzie w listopadzie 1940 roku został powołany w skład Polskiej Grupy Ekspertów, w marcu 1941 roku został kierownikiem działu aerodynamiki i wytrzymałości kanadyjskiej wytwórni samolotów De Havilland. Również w 1941 roku przygotował dla National Advisory Comittee for Aeronautics opracowanie dotyczące zagadnień transportu lotniczego z wykorzystaniem szybowców. W następnych latach współpracował z Wacławem Czerwińskim nad odtworzeniem dokumentacji projektowej szybowca WWS-1 Salamandra i zbudowaniem jego kanadyjskiej wersji oznaczonej jako DHC "Sparrow". W latach 1944–1945, wspólnie z Wsiewołodem Jakimiukiem opracował wstępny projektu samolotu wielozadaniowego De Havilland Canada DHC-2 Beaver, oraz samolotu szkolnego De Havilland Canada DHC-1 Chipmunk dla brytyjskiego RAF. 
W 1946 osiadł na stałe w USA, gdzie stał się jednym z pionierów amerykańskiego przemysłu śmigłowcowego. W latach 1946–1947 pracował w Jet Helicopter Corp. Następnie pracował w wielu firmach, między innymi w wytwórni śmigłowców Piasecki Helicopter, znanej potem jako Boeing Vertol, gdzie był dyrektorem badań rozwojowych.
W tym okresie do największych osiągnięć profesora zaliczyć można opracowanie aerodynamiczne śmigłowców dwuwirnikowych w układzie podłużnym, który to typ śmigłowców jest wytwarzany do dziś dnia w Boeing Helicopters w Filadelfii. Drugim ważnym osiągnięciem jest kierowanie pracami nad samolotem pionowego startu i lądowania z pochylanymi skrzydłami Vertol 76 (oznaczenie wojskowe VZ-2). Była to konstrukcja pionierska, a doświadczenia zdobyte przy jej projektowaniu, produkcji i badaniach otworzyły drogę do współczesnych pionowzlotów tego typu.
W latach 1969–1975 wykładowca na uczelniach technicznych w USA między innymi w Princeton University. Autor lub współautor blisko 100 publikacji w tym fundamentalnego podręcznika aerodynamiki wiropłatów, a także tłumacz kilku naukowych książek rosyjskich. W 1975 przeszedł na emeryturę, pozostając jednak konsultantem wytwórni śmigłowców Boeing Helicopters w Filadelfii. W 1992 założył własną firmę prowadzącą prace studialne i tłumaczenia na rzecz wojska i NASA. W trakcje swojej pracy we własnej firmie stale współpracował także z polskimi instytucjami naukowymi w dziedzinie badań nad śmigłowcami i edukacją w tym zakresie.
Członek polskich i międzynarodowych stowarzyszeń lotniczych. Laureat nagród i odznaczeń polskich, amerykańskich, brytyjskich oraz szwedzkich.
Zmarł 9 grudnia 1998 w USA. Zgodnie z ostatnią wolą jego prochy zostały sprowadzone do Polski i 6 marca 1999 spoczęły na Cmentarzu Rzymskokatolickim w Radomiu, przy ulicy Limanowskiego.
Został upamiętniony na Wydziale MEiL Politechniki Warszawskiej poprzez nadanie jego imienia jednemu z audytoriów.